# Красномайский (Мордовия)
Красномайский — село, центр сельской администрации в Кочкуровском районе Мордовии. Население — 600 чел. (2001), в основном русские.
Расположено в 15 км от районного центра и 3 км от железнодорожной станции Воеводское. Название-символ. Основано в 1931 г. рабочими совхоза «Темпы», с 1996 г. — ТНВ, с 2000 г. — АО «Норов». В современном Красномайском — средняя школа,  библиотека, медпункт; памятник воинам, погибшим в Великой Отечественной войне. В Красномайскую сельскую администрацию входят с. Дворянский Умыс (8 чел.), д. Малый Умыс (12), пос. Новотроицкий (25) и с. Тёпловка (25 чел.).

## Источник
- Энциклопедия Мордовия, Е. Е. Учайкина.